# Моррис, Даррик Коби
Даррик Коби Моррис (хорв. Darrick Kobie Morris; 15 июля 1995 года, Сиракьюс) — хорватский футболист американского происхождения, играющий на позиции защитника. Ныне выступает за словенский «Домжале».

## Карьера
Даррик Коби Моррис родился в США, его мать — хорватка, а отец — американец. В возрасте восьми месяцев он с семьёй переехал в Загреб. Моррис начинал заниматься футболом в местном клубе «Загреб». Летом 2013 года он перебрался в загребское «Динамо».
23 сентября 2016 года Моррис дебютировал в Первой хорватской лиге, выйдя в основном составе в гостевом поединке против «Локомотивы».

## Достижения
«Динамо Загреб»
- Вице-чемпион Хорватии (1): 2016/17
- Обладатель Кубка Хорватии (2): 2015/16, 2016/17